# 小褐龜金花蟲
小褐龜金花蟲（学名：Cassida obtusata）为金花蟲科龜金花蟲屬下的一个种。